# 秋田県道231号上新城土崎港線
秋田県道231号上新城土崎港線（あきたけんどう231ごう かみしんじょうつちざきこうせん）は、秋田県秋田市を通る一般県道である。

## 概要
秋田市立上新城小学校の先から路線が始まり、秋田市上新城地域センター前を通り、秋田自動車道を立体交差し、南西方向に向かう。沿線には秋田北IC、秋田厚生医療センター（旧・秋田組合総合病院）、陸上自衛隊 秋田駐屯地が市道を経由して点在し、JR東日本 奥羽本線と交差したあと、国道7号相染こ線橋北交差点・終点に至る。
起点より秋田厚生医療センター付近までは林間や水田地帯を通り、その後終点までは市街地を通る。

### 路線データ
- 総延長 : 6.221 km[2]
- 実延長 : 6.171 km[2]
- 起点 : 秋田県秋田市上新城五十丁字大村屋敷215番[3]北緯39度47分46.9秒 東経140度7分21.8秒
- 終点 : 秋田県秋田市土崎港北7丁目2番9（相染こ線橋北交差点、国道7号交点）[3]北緯39度45分54.69秒 東経140度4分5.17秒
- 未供用区間 : なし[2]

## 歴史
- 1959年（昭和34年）2月17日 - 秋田県道に認定される[3]。

## 路線状況

### 冬期閉鎖区間
- なし[4]

### 交通不能区間
- なし[5]

### 道路施設
- 秋田北IC - 秋田自動車道（市道600 m 経由）

## 地理

### 交差する道路
| 施設名                | 接続路線名                                                     | 備考          | 所在地                                                      |
| --------------------- | -------------------------------------------------------------- | ------------- | ----------------------------------------------------------- |
|                       |                                                                | 起点          | 秋田市上新城五十丁字大村屋敷                                |
|                       | 秋田県道41号秋田昭和線                                         |               | 秋田市上新城中字川端北緯39度47分29.24秒 東経140度6分41.89秒 |
| 秋田北IC （市道経由） | 秋田自動車道 秋田県道72号秋田北インター線                      | 市道経由500 m | 秋田市上新城中北緯39度46分52.9秒 東経140度6分8.2秒          |
|                       | 都市計画道路横山金足線                                         |               | 秋田市飯島長野本町北緯39度46分11.57秒 東経140度5分6秒       |
| 相染こ線橋北交差点    | 国道7号 （=国道101号・国道285号・秋田県道56号秋田天王線 重複） | 終点          | 秋田市土崎港北7丁目                                         |

### 沿線の施設
- 秋田市立上新城中学校
- 秋田厚生医療センター（旧・秋田組合総合病院）
- 陸上自衛隊 秋田駐屯地
- 秋田市立港北小学校
- 光沼近隣公園